# Serbelodon
Serbelodon és un gènere extint de mamífers proboscidis de la família dels amebelodòntids que visqueren a Nord-amèrica durant el Miocè, fa entre 9,4 i 12,5 milions d'anys. Se n'han trobat restes fòssils a les formacions d'Ash Hollow, Dove Spring i Ogallala (Estats Units). Les espècies d'aquest grup tenen la símfisi mandibular curta i ullals petits amb forma de pala que segurament els servien per arrancar matèria vegetal del fang i l'aigua. Els isòtops de carboni i oxigen dels fòssils indiquen que es nodrien principalment de plantes aquàtiques. Hi ha dubtes sobre la validesa del gènere.